# سفارتالفهايم

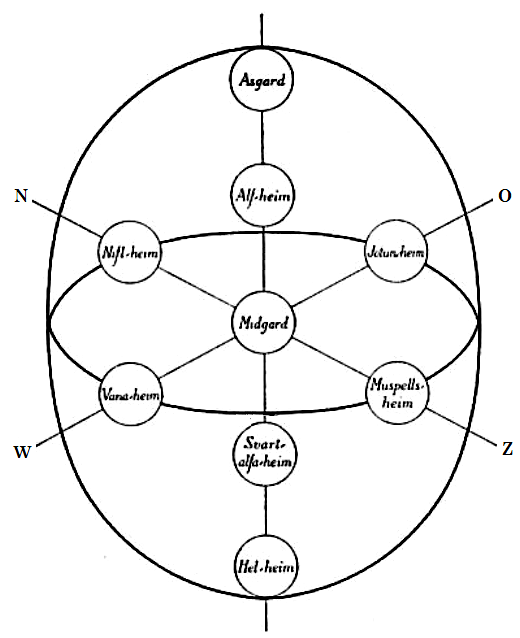
العوالم: فانهايم، نيفلهايم، موسبلهايم، ألفهايم، سفارتالفهايم، هيلهايم، ميدجارد

سفارتالفهايم (بالإنجليزية: Svartalvheim) هي واحد من تسعة عوالم في الميثولوجيا الإسكندنافية وهي موطن آلف الظلام. وفقا لسنوري سترلسون في إيدا النثرية، نلاحظ أن هذا يمكن أن يكون المكان نفسه نيدافلير (Niðavellir)، وهو عالم تحت الأرض في مخطوطات أخرى.
وفقا لمدونة إسكندنافية في وقت مبكر، في القرن 13 ايدا جيلفاجينينج لسترلسون، يشار لسفارتالفهايم أنّها المكان الذي يوجد فيه الأقزام الذين صنعو سلسلة غليبنير (Gleipnir) التي قيّدت فنرير.